# Alice the Toreador
Alice the Toreador é um curta-metragem de animação produzido nos Estados Unidos, dirigido por Walt Disney e lançado em 1925.